# Франклин (река, Тасмания)
Франклин (англ. Franklin River) — река в западной части Тасмании (Австралия), правый приток реки Гордон. Общая длина реки Франклин составляет 129 км (по другим данным, 125 км). Тем самым, она является седьмой по длине рекой Тасмании.
Река Франклин протекает по национальному парку Франклин — Гордон-Уайлд-Риверс. Этот парк является частью территории, называемой «Дикая природа Тасмании» (англ. Tasmanian Wilderness) и являющейся объектом Всемирного наследия ЮНЕСКО.

## География

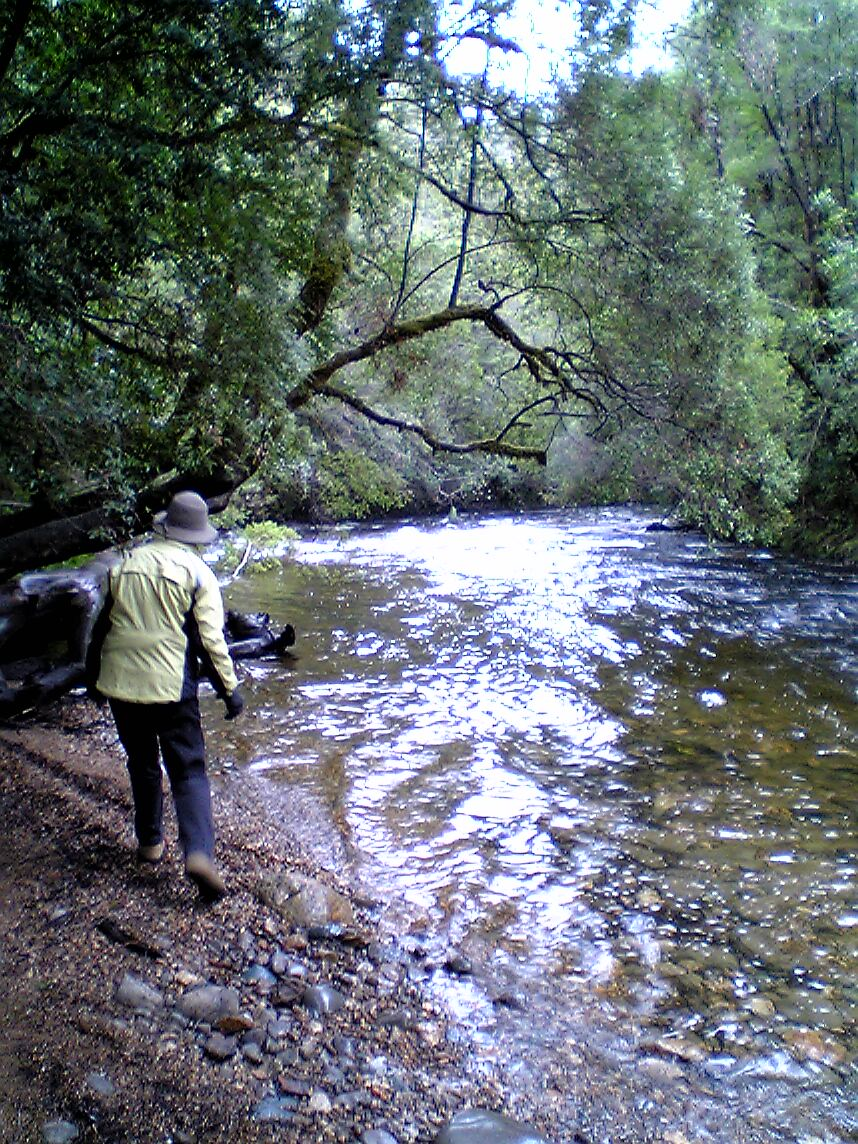
Река Франклин у дороги Lyell Highway

Исток реки Франклин находится у горной гряды Чейн (Cheyne Range), примерно в 10 км западнее озера Сент-Клэр. Недалеко от истока речка протекает через небольшое озеро Андайн (Lake Undine). Река течёт сначала на юг, но вскоре поворачивает на запад, пересекая автомобильную дорогу  Лайелл-Хайвей (Lyell Highway). Огибая с севера гору Френчменс-Кап, река Франклин поворачивает на юг — и так и течёт в этом направлении до впадения в реку Гордон, которая, в свою очередь, впадает в залив Маккуори, соединяющийся с Индийским океаном.
Площадь бассейна реки Франклин составляет 1590 км². Основными притоками являются реки Джейн и Эндрю.

## История
Река Франклин была названа в честь Джона Франклина, английского мореплавателя, контр-адмирала, который был лейтенант-губернатором Земли Ван-Димена (так тогда называлась Тасмания) в 1836—1843 годах.
В 1980-х годах река получила известность в связи с планами строительства плотины Франклин на реке Гордон, чуть ниже по течению от того места, где в неё впадает река Франклин. В результате долгой и упорной борьбы сторонникам охраны окружающей среды удалось предотвратить строительство этой плотины.